# Florián de Ocampo
Florián de Ocampo est un chroniqueur espagnol, historiographe de l’empereur Charles-Quint, né à Zamora en 1499 et mort en 1555, l’année même de l’abdication de l’empereur.

## Biographie
Comme tous les hommes voués à l’étude et au recueillement, il a laissé peu de traces de sa vie, sauf ses livres. Il était d’une souche illustre, descendant, illégitimement il est vrai, de la maison de Valence et de celle des Girones. Don Diego de Valencia et Santa-Garcia de Ocampo eurent un fils naturel, Lope de Ocampo, le propre père de l’historiographe.
On fit étudier le jeune Florian à Zamora, puis à l’université d'Alcala, ou professait le fameux Antonio de Nebrija, le réformateur des études en Espagne. Florian de Ocampo lui fut toute sa vie très-attaché et lui conserva une sorte de culte. Au sortir des études, il entra dans les ordres, eut presque aussitôt une prébende et ensuite un canonicat à Zamora même. Dès 1527, il s’occupait de réunir les immenses matériaux nécessaires à l’œuvre qu’il voulait entreprendre, une Chronique générale de l’Espagne précédée d’un résumé de l’histoire universelle. 
Lecteur infatigable, chercheur patient, érudit, il compulsa toutes les sources de l’histoire espagnole, et, spécialement sur les questions d’origine, fit preuve d’une grande érudition ; malheureusement il manquait de critique et admettait avec une facilité égale les documents irrécusables et les fables de Bérose et de Manéthon. Ainsi préparé par l’étude, par des voyages en Espagne et dans quelques contrées de l’Europe, déjà renommé comme historien, quoiqu’il n’eût encore rien fait paraître, il accepta la place de chroniqueur royal qui lui fut offerte à la cour de Charles-Quint (1539). En 1544, il fit paraître les quatre premiers livres de sa grande chronique ; quoique les lecteurs dussent éprouver quelque désappointement, car cette chronique espagnole, prenant son point de départ au déluge, n’arrivait, à la fin des quatre livres, qu'à la république romaine, cette œuvre était si impatiemment attendue que deux éditions successives furent enlevées aussitôt. Une troisième, publiée à Médina (1553), contient un livre de plus et s’arrête aux Scipions. C’est là toute l’œuvre d’Ocampo ; les huit autres volumes de la Chronique générale sont dus à Ambrosio Morales, son continuateur.
L’œuvre d’Ocampo, malgré ses imperfections, son style lourd et fatigant, son défaut de critique, la crédulité vraiment singulière de l’auteur, n’en est pas moins précieuse quant aux sources historiques, surtout pour ce qui se rattache aux antiquités. On s'amuse en voyant Ocampo se fatiguer à faire descendre les rois d’Espagne de Tubal-Caïn et composer gravement les généalogies les plus ridicules ; mais certaines parties sont curieusement étudiées et lui ont coûté de longues recherches. C’est ainsi qu’il fit un voyage on Irlande, pour vérifier si les traditions du pays s’accordaient avec de vieilles légendes espagnoles qui font de l’Irlande une ancienne colonie de l’Espagne.
Outre sa Coronica general, on lui doit une édition des vieilles chroniques composées sur l’ordre d’Alphonse le Sage (Zamora, 1541) et une généalogie, fort bien faite, de la maison de Valence, dont il descendait. Ces travaux ne paraissent pas l’avoir enrichi ; aux cortès de Valladolid, tenues l’année même de sa mort (1555), il sollicitait une pension de 400 ducats, afin, dit la pétition, de pouvoir continuer ses travaux de chroniqueur et d’historiographe ; la pension lui fut accordée, mais la mort le surprit dans toute la force de l’âge. On a des éditions de sa Chronique générale de 1578 et de 1604 ; la meilleure est de 1791 (2 vol. in-4°).